# قتل‌های وایت‌چپل

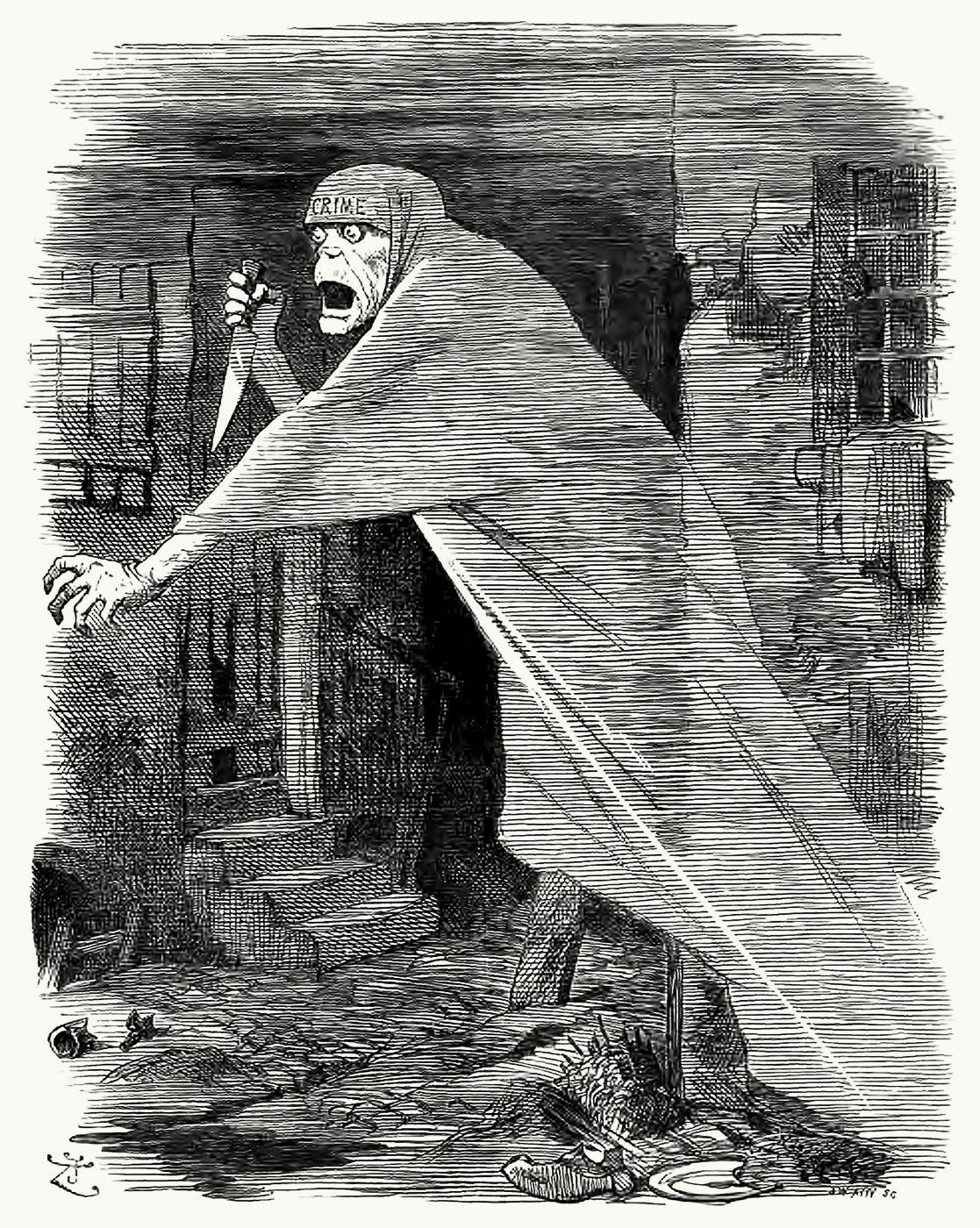
نقاشی از جک قاتل در حال کشتن

قتل‌های وایت‌چپل (انگلیسی: Whitechapel murders) در محله وایت‌چپل در ایست اند لندن بین ۳ آوریل ۱۸۸۸ تا ۱۳ فوریه ۱۸۹۱ اتفاق افتادند. در مقاطع مختلف بخشی یا تمامی این یازده قتل به آدم‌کش زنجیره‌ای جک قاتل نسبت داده شده‌است.
اکثر، شاید همهٔ قربانیان، اما الیزابت اسمیت، مارتا تبرام، مری آن نیکولاس، انی چپمن، الیزابت استراید، کاترین ادوز، مری جین کلی، رز میلت، آلیس مک‌کنزی، فرانسس کولز و یک زن نامعلوم فاحشه بودند. به اسمیت به‌طور جنسی آزار رسیده‌بود. تبرام ۳۹ بار چاقو خورده‌بود. نیکلاس، چپمن، استراید، ادوز، کلی، مک‌کنزی، کولز گلویشان بریده شده‌بود. ادوز و استراید در یک شب به فاصله دقایقی و به در فاصله کمتر از یک مایل کشته شدند. جراحت‌هایی به شکم نیکلاس، چپمن، ادوز و کلی وارد شده‌بود. میلت خفه شده‌بود. اجزای بدن زن نامعلوم جدا شده‌بود و علت مرگ وی نامعلوم ماند